# И снова Анискин
«И сно́ва Ани́скин» — советский трёхсерийный художественный телевизионный комедийный детективный фильм, снятый в 1977 году режиссёрами Михаилом Жаровым и Виталием Ивановым. Последний фильм о деревенском участковом милиционере Анискине.

## История
Впервые демонстрировался Центральным телевидением СССР с 14 по 16 июня 1978 года.

## Сюжет
Действие фильма «И снова Анискин» разворачивается в советской деревне, где участковый милиционер Фёдор Иванович Анискин расследует кражу ценных экспонатов из местного музея прикладного искусства. Директор музея, Егор Венедиктович Бережков, обращается к Анискину с заявлением об ограблении.
Осматривая место преступления, Анискин обнаруживает следы обуви большого размера и понимает, что преступник высокого роста. Примечательно, что похититель выбрал только самые ценные экспонаты, что указывает на его осведомлённость. В ходе расследования Анискин опрашивает различных подозреваемых, включая местных шабашников, строящих силосную башню, и тракториста Жору Сидорова. Участковый также посещает местный притон, где знакомится с несколькими колоритными персонажами, среди которых доярка Ольга Пешева и матрос Иван Макарович Григорьев. Расследование усложняется, когда происходит ещё одна кража — на этот раз из дома самого Бережкова, где хранились экспонаты для реставрации. Анискин привлекает к делу следователя Орлова из районного отдела.
В ходе следствия выясняется, что в преступлении замешаны матрос Григорьев и местная жительница Верка Косая, которые являются частью преступной цепочки. Они передают награбленное некоему «Филину», личность которого предстоит установить. Анискин постепенно распутывает сложный клубок улик и подозрений. Он выясняет, что под именем фотографа Ивана Чулымского скрывается «Филин» — главарь преступной группы. 
В итоге участковому удаётся организовать засаду и задержать преступников, вернув похищенные ценности музею. Фильм не только рассказывает о расследовании, но и показывает быт советской деревни, раскрывая характеры местных жителей и демонстрируя профессионализм и человечность главного героя — участкового Анискина.

## Различия книги и фильма
- В оригинальном произведении автора сценария В. Липатова «Анискин и Боттичелли» украдена была не керамика из сельского музея, а иконы из церкви.
- В книге Анискин — капитан милиции, а герой почти 80-летнего актёра Жарова носит погоны майора милиции.
- Старуха Валерьяновна, у которой по книге украли не керамическую жар-птицу, а старинную, особо ценную икону святого Иоанна Крестителя, всё-таки отправила жалобу на Анискина министру внутренних дел, а в фильме только «пошутила».

## В ролях
| Актёр                | Роль                                                                              |
| -------------------- | --------------------------------------------------------------------------------- |
| Михаил Жаров         | сельский участковый, майор милиции Фёдор Иванович Анискин                         |
| Татьяна Пельтцер     | его жена Глафира Лукьяновна Анискина                                              |
| Лидия Смирнова       | продавщица сельского магазина Евдокия Мироновна Пронина                           |
| Роман Ткачук         | заведующий клубом Геннадий Николаевич Поздняков                                   |
| Юрий Пузырёв         | шабашник-гитарист Юрий Буровских                                                  |
| Никита Подгорный     | художник, учитель рисования в школе и директор музея Егор Венедиктович Бережков   |
| Борис Щербаков       | загулявший матрос Иван Макарович Григорьев                                        |
| Валерий Носик        | детектив-любитель Лютиков                                                         |
| Александр Белявский  | вор Евгений Александрович Молочков, он же «Филин», он же Иван Чулымский           |
| Маргарита Фомина     | Вера Ивановна Косая                                                               |
| Лев Борисов          | держатель притона Василий Степанович Неганов                                      |
| Виктор Борцов        | тракторист Жора Сидоров                                                           |
| Валерий Володин      | следователь (вторая—третья серии) Игорь Владимирович Орлов                        |
| Анна Жарова          | воспитательница в детском саду Аня                                                |
| Вадим Захарченко     | шабашник Опупков                                                                  |
| Инна Кара-Моско      | жена художника Лариса Николаевна Бережкова                                        |
| Люсьена Овчинникова  | доярка Ольга Пешева                                                               |
| Валентина Березуцкая | она же Лукерья Сузгина Сузгиниха                                                  |
| Анастасия Зуева      | Елизавета Григорьевна Толстых                                                     |
| Варвара Обухова      | Анна Валериановна Кольцова                                                        |
| Валерий Малышев      | председатель колхоза Иван Иванович                                                |
| Семён Соколовский    | капитан парохода «Преображенский» (вторая—третья серии) Семён Семёнович Пекарский |
| Станислав Чекан      | шабашник Иван Петрович Кусков                                                     |
| Вадим Мадянов        | бригадир и деревенский парень (первая—вторая серии) Петька Потанин                |
| Елизавета Кузюрина   | деревенская жительница Василиса                                                   |
| Клавдия Козлёнкова   | бригадир доярок Степанида Семёновна                                               |
| Андрей Куприянов     | деревенский мальчик (первая—вторая серии)                                         |
| Алла Ларионова       | жена Пекарского (третья серия)                                                    |
| Наталья Стриженова   | подруга матроса Григорьева (третья серия)                                         |

## Не указанные в титрах
| Актёр              | Роль                        |
| ------------------ | --------------------------- |
| Владимир Приходько | 1-й участник хора (2 серия) |
| Николай Погодин    | 2-й участник хора (2 серия) |

## Съёмочная группа
- Автор сценария: Виль Липатов
- Режиссёры:
  - Михаил Жаров
  - Виталий Иванов
- Оператор: Анатолий Буравчиков
- Художник: Борис Дуленков
- Художник по костюмам: Эмма Малая
- Композитор: Владимир Шаинский
- Тексты песен: Михаил Матусовский
- Песни исполняют: Люсьена Овчинникова, Юрий Пузырёв (песня «Ну почему ко мне ты равнодушна»), Анна Жарова и дети (песня «Вместе весело шагать»), Иосиф Кобзон (песня «Позывные „Маяка“» в конце каждой серии), Валентина Толкунова (песня «Пароходы быстрые»).
- Государственный симфонический оркестр кинематографии
  - Дирижёр: Константин Кримец

## Технические данные
- Производство: Киностудия им. М. Горького
- Художественный фильм, трёхсерийный, телевизионный, цветной

## Интересные факты
- В фильме роль воспитательницы Ани (которая в предыдущем фильме «Анискин и Фантомас» была старшей пионервожатой) исполняет Анна Жарова, дочь Михаила Жарова[значимость факта?].
- Съёмки фильма проходили в селе Городня-на-Волге Тверской (Калининской) области летом 1977 года и в самом городе Калинине, который в фильме обозначен как «Ромск». Церковь Рождества Богородицы села Городня попала в кадр всего лишь один раз, хотя все сцены на пристани снимались непосредственно возле неё. В Твери, на речном вокзале была снята сцена (3-я серия) встречи матроса Григорьева со связным мнимого фотографа Чулымского, на которую тот не пришёл (операция «Чемодан»).
- В предыдущем фильме Анискин был старшим лейтенантом, а спустя всего 5 лет оказался майором, что фактически невозможно для сельского участкового.
- В сцене, когда Анискин приходит в дом к директору музея Бережкову и застаёт хозяина с початой бутылкой коньяка в угнетённом состоянии от того, что от него ушла жена, в кадре появляется проигрыватель с поставленной пластинкой, а звучит композиция «Alemania beach» французской группы Pop Concerto Orchestra[фр.]. Та же мелодия звучит и в сцене встречи Анискина с вернувшейся домой женой Бережкова Ларисой.
- Вымышленный вором Молочковым фотограф якобы любитель старины, которому по его просьбе директор Бережков выслал каталог экспонатов деревенского музея, носит фамилию Чулымский. Чулым — приток Оби, на его левом берегу расположен город Асино, райцентр Томской области, где в 1950-е годы в редакции газеты «Причулымская правда» долгое время работал писатель Виль Липатов.